# Malämmar
Malämmar és un grup català de doom metal instrumental i post-metal format l'any 2011. El seu guitarrista és el dissenyador badaloní Xavi Forné, fundador del prestigiós estudi Error! Design, molt orientat a l'escena rock. La producció musical dels seus discos va a càrrec de Victor Teller a Wave Factory Studio, y mastertizat per Victor Garcia a Ultramarinos Costa Brava.

## Membres
- Guillem Bosch: bateria

- Xavi Forné: guitarra
- Víctor Teller: baix

## Discografia
- Vendetta (2016)
- Mil mentiras (EP, 2018)
- Live at Dunk! Festival 2019 (2020)
- Mazza (2021)[3]